# عنکبوت نقره‌ای
عنکبوت نقره‌ای (نام علمی: Argiope argentata) نام یک گونه از تیره عنکبوت‌های گردباف است.